# Собор Святого Патрика (Дублін)
Кафедральний собор Святого Патрика або Собор Діви Марії та Святого Патрика (Árd Eaglais Naomh Pádraig) — англиканська базиліка, головний храм протестантської Церкви Ірландії у Дубліні та усієї Ірландії. Він є найбільшим собором Ірландії.

## Будівництво

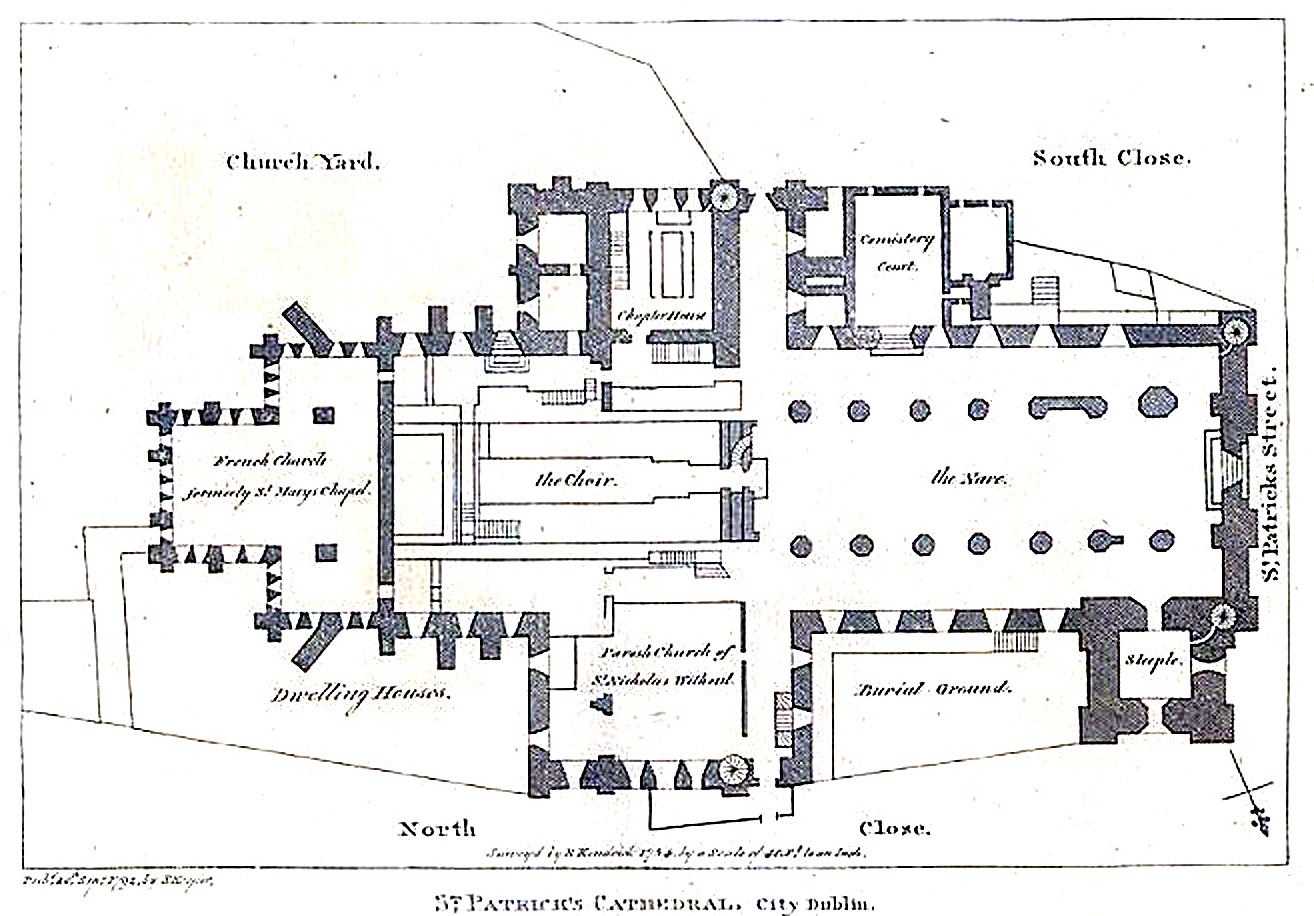
Структура собору у XVIII ст.

Будівництво храму розпочалося після встановлення у Дубліні англійського панування. Зводився він у готичному стилі. Собор збудували біля джерела Святого Патрика. Неподалік гирла річки Подл. Вже у 1192 році Джон Комін, архієпископ Дубліна, надав статус соборної церкви. У 1210-х роках зводиться резиденція архієпископа. Після цього до 1362 року йшла добудова культового комплексу, коли була зведена Башта Майота й західний неф. У завершеному вигляді має висоту 42 м.
Собор сильно постраждав у часи Англійської революції, під час вторгнення військ на чолі із Олівером Кромвелем. У 1660 році почалися відновлювальні роботи. У 1666 році зведено каплицю для французьких протестантів. У 1668–1671 роках були замінені контрфорси. У 1680 році перебудовано хор. У 1769 році архітектор Георг Семпл добував соборові шпиль. З 1805 року проводилися роботи зі зміцнення північного трансепта та відбудови центрального нефа. У 1860–1865 роках за рахунок Бенджаміна Гіннеса відбувалися реставраційні роботи у соборі. 
Цікавинкою собору є монумент, зведений на замовлення графом Корським у пам'ять про свою дружину Катерину.

## Історія
Із самого початку Собор належав римо-католицькій церкві. У 1219 року впроваджено посаду декана собору, який опікувався облаштуванням та усіма справами церковного комплексу. найбільш відомим з деканів є письменник Джонатан Свіфт. Під час Реформації в Англії собор у Дубліні було передано англіканській церкві. У 1688 році під час повстання проти Вільгельма III католикам вдалося повернути кафедральний собор собі. Втім після поразки останніх біля річки Бойн у 1690 році, собор остаточно опанували англікані, а після здобуття незалежності Ірландії — протестантська Церква Ірландії. У каплицях собору проводили збори лицарі Ордену Святого Патрика та лицаря Ордену Лазаря Єрусалимського.